# Euryplax
Euryplax is een geslacht van kreeftachtigen uit de klasse van de Malacostraca (hogere kreeftachtigen).

## Soorten
- Euryplax nitida Stimpson, 1859
- Euryplax polita Smith, 1870